# Cartagina în flăcări (film)
Cartagina în flăcări (titlul original: în italiană Cartagine in fiamme) este un film dramatic italo-francez, realizat în 1960 de regizorul Carmine Gallone, după romanul omonim al scriitorului Emilio Salgari, protagoniști fiind actorii José Suárez, Daniel Gélin, Anne Heywood și Ilaria Occhini.

## Rezumat
În timpul celui de-al Treilea Război Punic, în timp ce consulul Scipio Aemilianus a debarcat pe coastele Africii, orașul Cartagina a întâmpinat tot mai multe probleme din partea romanilor. Chiar și în interiorul orașului, cartaginezii sunt împărțiți, unii dorind să lupte până la moarte, alții preferând să trateze cu inamicul.
Hermon însuși, sufet în fruntea Marelui Sfat al orașului, ezită asupra comportamentului de adoptat. Phégor, șeful gărzii sacre, este adeptul negocierilor cu romanii care doresc să distrugă Cartagina și să reconstruiască un nou oraș mai departe de coastă pentru a reduce total puterea maritimă a rivalului Romei, în timp ce Hiram, șeful militar al Cartaginei, consideră că orașul trebuie apărat împotriva romanilor și trebuie să plece în exil pentru a scăpa de moarte. Își părăsește logodnica Ophir, fiica lui Hermon, amenințată și ea de înaintarea romană. Hiram se întoarce la Cartagina pentru a o salva pe Fulvia, o romană care i-a salvat odată viața și pe care marele preot este pe cale să o sacrifice pe altarul lui Baal-Moloch din cauza urii oamenilor față de romani.
Hiram fuge apoi pe corabia prietenului său Sidon, dar Phégor, care voia să o facă pe Fulvia soția sa, pornește în urmărire la bordul ultimei trireme pe care Roma a lăsat-o flotei cartagineze. Hiram se întoarce apoi să o răpească pe Ophir, care era pe cale să se căsătorească cu Tsour, prietenul său din copilărie, deoarece Hermon nu dorea ca fiica lui să se căsătorească cu Hiram. Armata cartagineză comandată de Hasdrubal Boetarhul este învinsă definitiv de legiunile romane. Phegor trădează orașul pentru a evita moartea în timp ce Hiram care pledează cauza apărării orașului este autorizat să se întoarcă la Cartagina, el apără orașul de romani dar învins, trebuie să fugă pe mare. Hiram și Ofir vor fi salvați și vor vedea din barca lor distrugerea Cartaginei de flăcări.

## Distribuție
- José Suárez – Hiram
- Daniel Gélin – Phegor, șeful gărzii sacre
- Anne Heywood – Fulvia
- Pierre Brasseur – Sidone
- Ilaria Occhini – Ophir
- Paolo Stoppa – Astarito
- Erno Crisa – Asdrubale
- Cesare Fantoni – Assian
- Ivo Garrani – Thala
- Mario Girotti – Tsour
- Edith Peters – Sarepta
- Aldo Silvani – Hermon, șeful consiliului
- Gianrico Tedeschi – Eleo
- Amedeo Nazari –
- Guido Celano – Gollussa
- Nerio Bernardi – preotul din Moloch
- Amedeo Trilli – Velia
- Mario Passante – membru al consiliului cartaginez

## Aprecieri
„Supermontare artificioasă, fără idei, dar cu succes garantat de public.”—T. Caranfil , Dicționar universal de filme 